# Joseph Loubet
Pour les articles homonymes, voir Loubet.
Joseph Loubet, né le 3 mai 1874 à Montpellier (Hérault) et mort le 26 janvier 1951 à Paris 15e, est un écrivain français de langue provençale (langue d'oc), majoral du Félibrige (Cigalo de Durènço) à compter de 1921.

## Biographie
Joseph Loubet est né à Montpellier en 1874 dans une famille modeste, son père était un charpentier originaire de l'Albigeois. Devenu orphelin jeune, il a dû travailler pour subsister. Cependant malgré cela, il a continué à s'instruire en autodidacte. Dès ses douze ans, il s'est intéressé aux lettres occitanes et a été attiré par la littérature. Plus tard, il a été secrétaire de la revue montpelliéraine Chimère (1891 - 1892) et membre du comité de rédaction de La coupe (1895 - 1898). 
Il est allé à Paris en 1896 où, après avoir un temps travaillé dans le journalisme, il est devenu receveur des Postes. Dès son arrivée, il a été présenté au milieu des félibres de la capitale française par le député Maurice Faure. Il est devenu rapidement membre de la Société des félibres de Paris (1901). Son activisme occitaniste y a été important. 

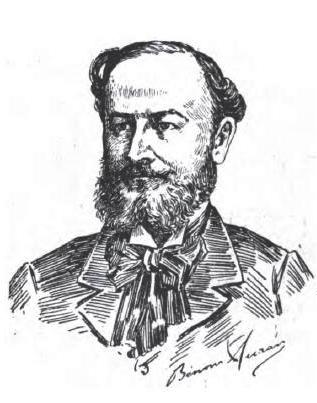
Portrait vers 1902

Joseph Loubet a été le fondateur de la revue Langue d'Oc et patois.
Il est aussi le fondateur, directeur et rédacteur de la Gazeto Loubetenco  (1915 - 1917) pendant la guerre de 1914-18. Ce journal reparait en 1939. Il a été le fondateur de la Nouvelle société des félibres de Paris, devenue Amis de la langue d'Oc à Paris (1920) dont il a été le président jusqu'en 1938. Par son implication considérable, il est devenu Majoral du Félibrige en 1921. Il a collaboré dans de nombreux journaux et revues.

## Loubet, écrivain «provençal»
Bien qu'il soit né en Languedoc, la majeure partie de la production en occitan de Loubet a été faite en provençal. L'écrivain montpelliérain avait déjà publié des textes dans le dialecte de Montpellier dans certaines revues comme La Campana de Magalona. C'est surtout à partir de son arrivée à Paris qu'il a changé de dialecte pour adopter le provençal.

## Œuvres
Joseph Loubet a écrit des œuvres nombreuses et variées, des poésies surtout, mais aussi des contes (La mòrt de Barbasan), des études et même une tragédie (Lo vin).
- Joseph Loubet, Li Roso que saunon, Avignon, 1902, Roumanille éditions, préface de Pierre Devoluy.
- Toutes ses œuvres IDREF